# Panamerikanische Spiele 2015/Leichtathletik – 100 m Hürden der Frauen

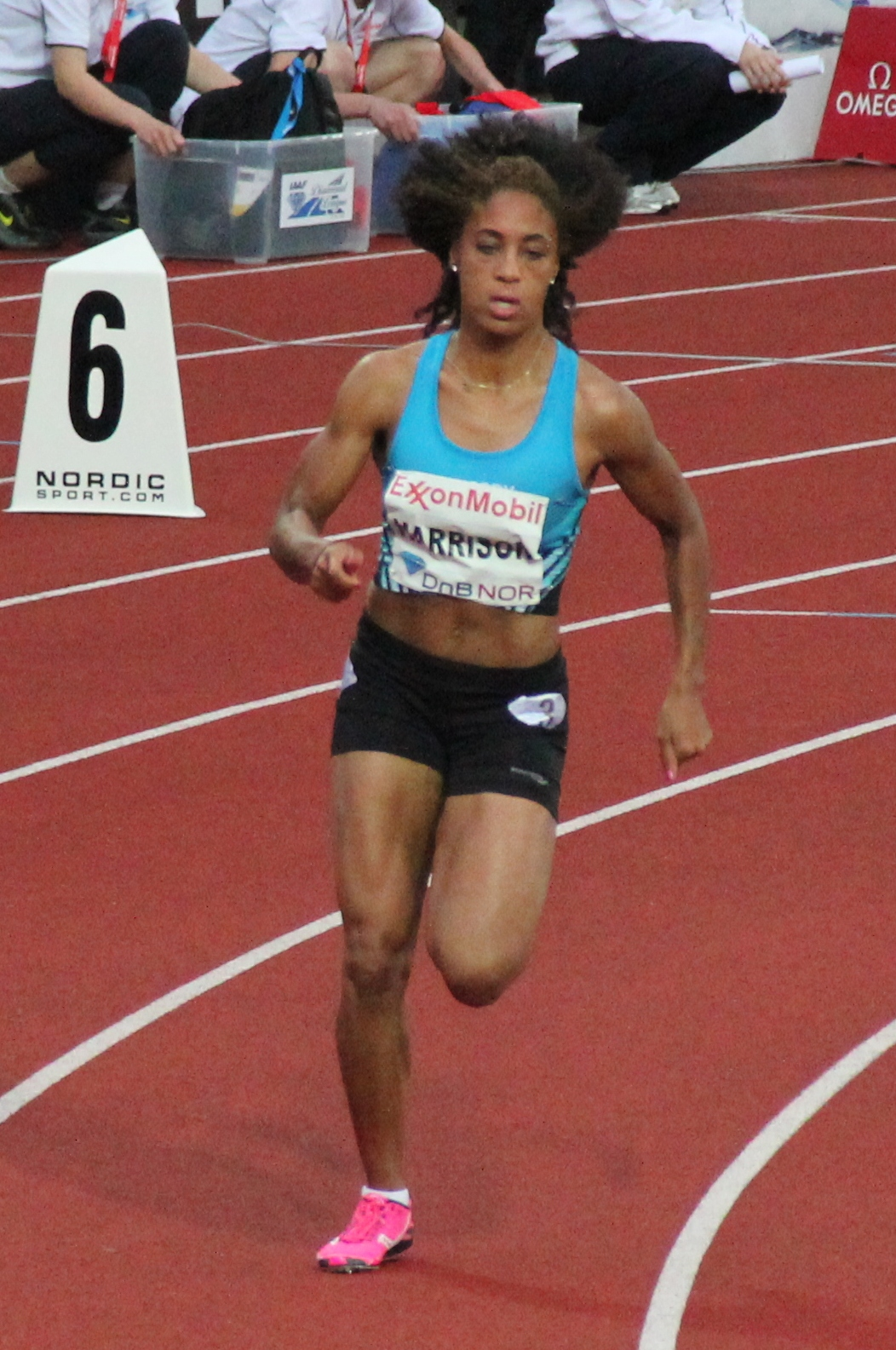
Die Siegerin Queen Harrison (2011)

Der 100-Meter-Hürdenlauf der Frauen bei den Panamerikanischen Spielen 2015 fand am 21. Juli im CIBC Pan Am und Parapan Am Athletics Stadium in Toronto statt.
17 Läuferinnen aus elf Ländern nahmen an dem Wettbewerb teil. Die Goldmedaille gewann Queen Harrison nach 12,52 s, was auch ein neuer Rekord der Panamerikanischen Spiele war. Silber ging an Tenaya Jones mit 12,84 s und die Bronzemedaille gewann Nikkita Holder mit 12,85 s.

## Rekorde
Vor dem Wettbewerb galten folgende Rekorde:
| Weltrekord        | Jordanka Donkowa                        | 12,20 s | Stara Zagora, Bulgarien                              | 20. August 1988 |
| Rekord der Spiele | Perdita Felicien Delloreen Ennis-London | 12,65 s | Panamerikanische Spiele in Rio de Janeiro, Brasilien | 25. Juli 2007   |

## Halbfinale
Aus den zwei Halbfinalläufen qualifizierten sich die jeweils drei Ersten jedes Laufes – hellblau unterlegt – und zusätzlich die zwei Zeitschnellsten – hellgrün unterlegt – für das Finale.

### Lauf 1
21. Juli 2015, 18:15 Uhr

Wind: +2,6 m/s
| Platz | Bahn | Athletin         | Land               | Zeit (s) |
| ----- | ---- | ---------------- | ------------------ | -------- |
| 1     | 7    | Tenaya Jones     | Vereinigte Staaten | 12,81    |
| 2     | 8    | Kimberly Laing   | Jamaika            | 12,86    |
| 3     | 4    | Yvette Lewis     | Panama             | 12,92    |
| 4     | 3    | Phylicia George  | Kanada             | 13,00    |
| 5     | 2    | Brigitte Merlano | Kolumbien          | 13,01    |
| 6     | 6    | Adelly Santos    | Brasilien          | 13,08    |
| 7     | 1    | Akela Jones      | Barbados           | 13,10    |
| 8     | 5    | Adanaca Brown    | Bahamas            | 13,18    |

### Lauf 2
21. Juli 2015, 18:25 Uhr

Wind: +2,3 m/s
| Platz | Bahn | Athletin         | Land                    | Zeit (s) |
| ----- | ---- | ---------------- | ----------------------- | -------- |
| 1     | 6    | Queen Harrison   | Vereinigte Staaten      | 12,72    |
| 2     | 3    | Nikkita Holder   | Kanada                  | 12,96    |
| 3     | 4    | Kierre Beckles   | Barbados                | 13,14    |
| 4     | 2    | Lavonne Idlette  | Dominikanische Republik | 13,14    |
| 5     | 1    | Devynne Charlton | Bahamas                 | 13,22    |
| 6     | 5    | Fabiana Moraes   | Brasilien               | 13,28    |
| 7     | 8    | Génesis Romero   | Venezuela               | 13,37    |
| 8     | 9    | Belkis Milanes   | Kuba                    | 13,45    |
|       | 7    | Monique Morgan   | Jamaika                 | DNS      |

## Finale
21. Juli 2015, 20:50 Uhr

Wind: +2,6 m/s
| Platz | Bahn | Athletin         | Land               | Zeit (s) |
| ----- | ---- | ---------------- | ------------------ | -------- |
|       | 4    | Queen Harrison   | Vereinigte Staaten | 12,52 PR |
|       | 3    | Tenaya Jones     | Vereinigte Staaten | 12,84    |
|       | 6    | Nikkita Holder   | Kanada             | 12,85 SB |
| 4     | 5    | Kimberly Laing   | Jamaika            | 12,95    |
| 5     | 2    | Phylicia George  | Kanada             | 13,00    |
| 6     | 1    | Brigitte Merlano | Kolumbien          | 13,24    |
| 7     | 7    | Kierre Beckles   | Barbados           | 13,24    |
| 8     | 8    | Yvette Lewis     | Panama             | 13,29    |